# Anarcs
Anarcs (vyslovováno [anarč]) je velká vesnice v Maďarsku v župě Szabolcs-Szatmár-Bereg, spadající pod okres Kisvárda. Nachází se asi 1 km jihovýchodně od Kisvárdy. V roce 2015 zde žilo 1 943 obyvatel, jež dle údajů z roku 2001 tvořili 98 % Maďaři a 2 % Romové.
Sousedními vesnicemi jsou Gyulaháza, Nyírkarász, Nyírtass a Szabolcsbáka, sousedním městem Kisvárda.